# Trichophyton proliferans
Trichophyton proliferans är en svampart som beskrevs av M.P. English & Stockdale 1968. Trichophyton proliferans ingår i släktet Trichophyton och familjen Arthrodermataceae.   Inga underarter finns listade i Catalogue of Life.